# Chèzeneuve
Chèzeneuve é uma comuna francesa na região administrativa de Auvérnia-Ródano-Alpes, no departamento de Isère. Estende-se por uma área de 6,79 km². Em 2010 a comuna tinha 631 habitantes (densidade: 92,9 hab./km²).